# Kärrbo landskommun
Kärrbo landskommun var en kommun i Västmanlands län.

## Administrativ historik
Kommunen bildades 1863 i Kärrbo socken i Siende härad i Västmanland. 
Vid kommunreformen 1952 inkorporerades kommunen i Kungsåra landskommun.